# Подлеморье
Подлемо́рье — историко-природная область в Восточной Сибири, Россия.

## Описание
Подлеморье расположено на северо-восточном побережье Байкала, в Баргузинском и, бо́льшей частью, Северо-Байкальском районах Республики Бурятия. Прибрежная равнина Подлеморья тянется на протяжении более 300 км  от Баргузинского залива на юге до Дагарской бухты на севере, постепенно поднимаясь на западные склоны Баргузинского хребта. 
В Подлеморье находятся природоохранные территории федерального значения — Забайкальский национальный парк, Баргузинский биосферный заповедник и государственный  заказник «Фролихинский», входящие в Федеральное бюджетное государственное учреждение «Заповедное Подлеморье».

## Этимология
Название образовано русскими поселенцами Баргузинского края на основе местного (эвенкийского и бурятского) именования озера Байкал — Море.

## Подлеморье в художественных произведениях
Жизнь и быт жителей Байкальского Подлеморья первой половины XX века, описание природы края отражены в произведениях бурятского писателя Михаила Жигжитова: роман-трилогия «Подлеморье», повести «Снежный обвал», «Тропа Самагира», «Моя Малютка-Марикан», «За ущельем Семи Волков».